# Puig del Vaquer
El Puig del Vaquer és una muntanya de 425 metres que es troba entre els municipis de Llançà, a la comarca de l'Alt Empordà i França.